# بابادم
بابَدُم (بالهندية: पापड़म) هو رقائق من الخبز الهندي يوصف في بعض الأحيان بأنه نوع من أنواع الخبز المسطح.عادة ما يكون بمثابة طبق مرافق لتناول أي وجبة في الهند. بل يؤكل أيضاً بوصفه مقبلات أو وجبة خفيفة ويمكن أن يؤكل مع طبقة مختلفة مثل البصل المفروم، الصلصة أو غيرها من والبهار.
في بعض الأجزاء من الهند ، البابادم (المجفف ولكن غير محمص) تستخدم في طبخ الكاري والمستحضرات النباتية. البابَدُم مصنوع في أحجام مختلفة. الصغيرة منها يمكن أن تؤكل مثل وجبة خفيفة أما الشريحة الأكبر حجماً يمكن أن تستخدم للف أية مواد غذائية كنوع من الساندويج.

## معرض الصور

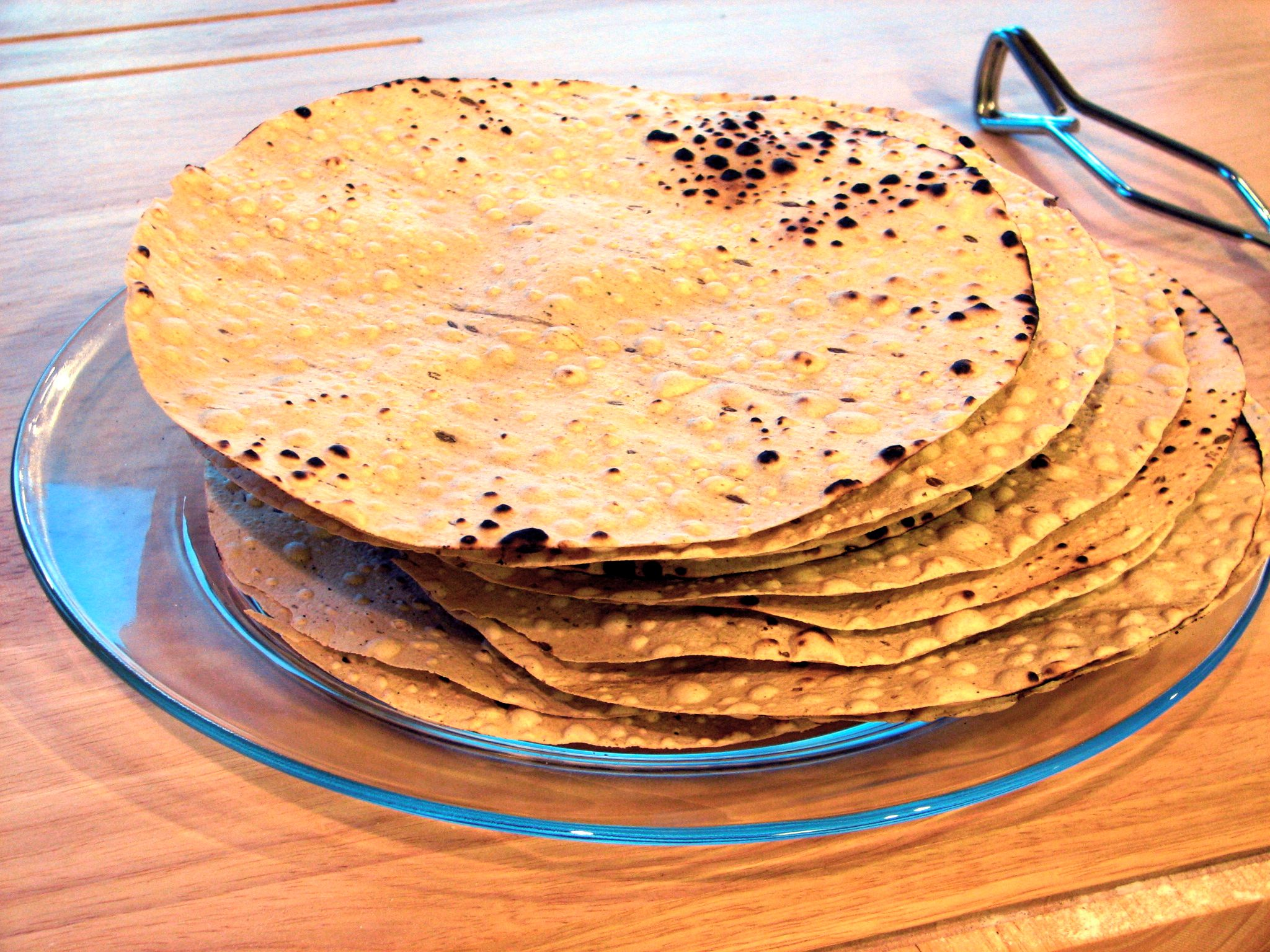
بابَدُم محمص و جاهز للتقديم.
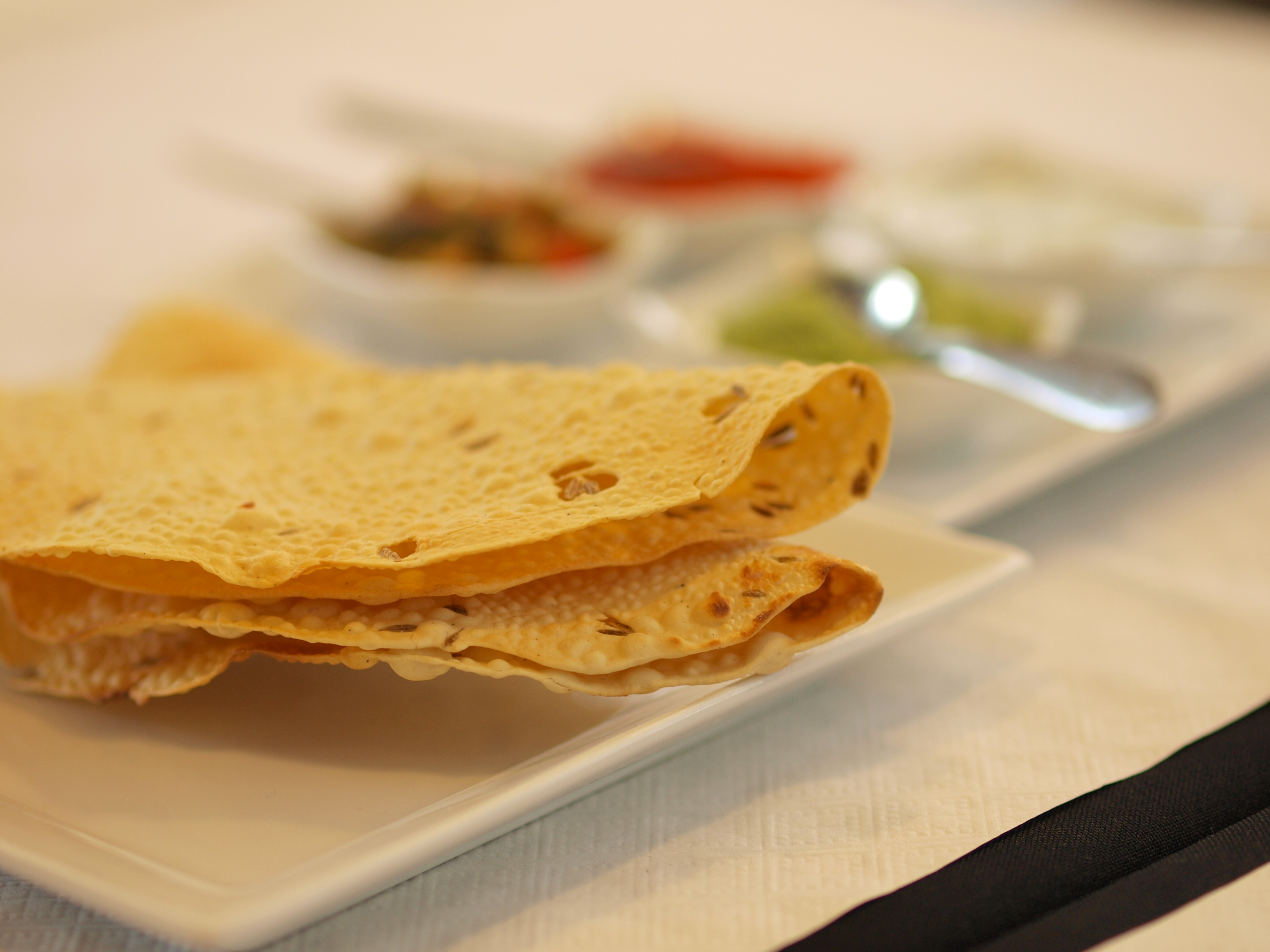
بابَدُم مقدم في لشبونة ، البرتغال.

## وصلات خارجية
- معلومات عن الباباد وكيف يتم طهيه
- الباباد والبابَدُم، البسكويت الهندي
- AskOxford.com كيف يتم نطق بابَدُم؟
- معلومات عن طريقة طبخ البابادم